# Понарт
Понарт — исторический район Кёнигсберга, возникший как поселение немцев в 1385 году. В 1609 приписан к Лёбенихту. В 1905 включен в Кёнигсберг. Самая большая улица Понарта — Бранденбургерштрассе (ныне Киевская ул.). На ней находились школа имени Песталоцци и кинотеатр Лихтбильдбюне (кинотеатр «Родина», затем «Киноленд»).